# Auxois
Auxois – rzeka we Francji, przepływająca przez teren departamentu Nièvre, o długości 22,7 km. Stanowi dopływ rzeki Yonne.